# Гринберг, Хаим Исаакович
Ха́им Исаа́кович Гри́нберг (идиш חײם גרינבערג‎‎; 1 января 1889, Тодирешты, Бельцкий уезд, Бессарабская губерния — 14 марта 1953, Нью-Йорк) — еврейский писатель и журналист, переводчик, педагог, редактор. Теоретик и лидер социалистической еврейской рабочей партии «Поалей Цион» в США. Писал главным образом на идише.

## Ранние годы
Родился в бессарабской деревне Тодорешты (теперь Тодирешты Унгенского района Молдовы); рос в соседнем местечке Калараш (теперь райцентр Каларашского района), получил традиционное религиозное образование. Его отец, Ицхок-Меер Гринберг, был занят в торговле зерном и публиковался в периодических изданиях на иврите, в том числе газете «Гамелиц», был приверженцем Гаскалы.
В возрасте 15 лет уехал в Кишинёв, где увлёкся идеями сионизма и стал одним из организаторов и активистом молодёжной организации «Цеирей Цион» (Молодёжь Сиона, 1903), для которой написал (при участии А. И. Голани-Ягольницера) так называемую «Дубоссарскую программу» (опубликована на русском языке в кишинёвской газете «Хроника еврейской жизни» за январь 1906 года). Рано проявил незаурядные ораторские способности. Некоторое время жил в Одессе, c 1914 года — в Москве, где редактировал журнал «Рассвет», а после его закрытия цензурой — еженедельник «Еврейская жизнь»; присоединился к меньшевикам. Принял участие в ряде коллективных литературно-художественных сборников, главным образом выпущенных издательством «Сафрут» сначала в Петрограде, затем в Берлине; выпустил книгу переводов статей Ахад-Гаама (1916).
В 1917 году Гринберг выполнил для Владислава Ходасевича подстрочные переводы с иврита стихотворений, вошедших в книгу «Еврейская антология: сборник молодой еврейской поэзии» под редакцией В. Ф. Ходасевича и Л. Б. Яффе с предисловием Михаила Осиповича Гершензона, выпущенный издательством «Сафрут» в Москве в 1918 году. После Октябрьской революции преподавал средневековую еврейскую литературу и греческую трагедию в Харьковском университете, редактировал киевский журнал на иврите «Кадима» (Вперёд).

## В Европе
В 1921 году уехал в Берлин, был редактором еженедельника «ха-Олам» (Мир, официальный орган Всемирной сионистской организации) и ежемесячного журнала «Атидену» (Наше будущее) на иврите.

## В Америке
С 1924 года — в США, где стал редактором главного органа Рабочего сионистского движения Америки (Labor Zionist party) «Дэр Идишер Кемфэр» (Еврейский борец) на идише, а с 1934 года — «The Jewish Frontier» (Еврейский фронтон), издаваемого «Лигой за Рабочую Палестину» (League for Labor Palestine) на английском языке; редактировал оба издания до конца жизни. С того же 1934 года — член центрального комитета Рабочей Сионистской организации Америки. В годы Второй мировой войны возглавил исполнительный комитет сионистского чрезвычайного совета Америки, а с 1946 года — директор департамента образования и культуры исполнительного комитета Еврейского агентства в США. В 1952 году основал семинарский институт Израиля при Еврейской Теологической Семинарии в Нью-Йорке.
Все административные посты, занимаемые Гринбергом, были скорее символическими, нежели организационными, ибо в основном он занимался идеологической деятельностью, опубликовал множество программных и теоретических работ, и приобрёл репутацию ведущего теоретика светского еврейства в США. Особую значимость его эссеистика получила в связи с общим кризисом светской еврейской жизни страны в послевоенное время, с уничтожением традиционных еврейских центров Европы.
Хотя Гринберг не был сторонником коммунистической идеологии, он до конца жизни придерживался социалистических взглядов. В своих работах он стремился к синтезу идеологии сионизма, еврейского национального очага на Ближнем Востоке, с идеалами социалистического рабочего движения, пацифизма и универсализма, традиционными, по его мнению, чертами еврейского духа (см. эссе «The Universalism of the Chosen People»). Серия его статей 1937 года в форме писем «К другу-коммунисту» и «К Ганди» обосновывали его умеренные позиции по отношению к коммунистической идеологии и национально-освободительным движениям. Гринберг также издал в 1946 году избранный том написанных на идише произведений поэта Х. Н. Бялика со своим предисловием и комментариями. Однако серьёзный интерес к его трудам появился уже после смерти писателя и только тогда они были впервые опубликованы в книжной форме: три тома избранной эссеистики вышли на протяжении 1950-х годов на идише и затем в английских переводах, а в 1968 году — «Антология» Гринберга на английском языке, подготовленная Мари Сыркин. В Иерусалиме был организован учительский институт, носящий его имя.

### Книги на идише
- חײם-נחמן ביאַליק: שריפֿטן (Хаим-Нахмэн Бялик: шрифтн — сочинения, под редакцией Х. Гринберга), Идиш-Националн Арбэтэр Фарбанд: Детройт, 1946.
- ייִד און װעלט (ид ун вэлт — еврей и мир), Идишер Кемфэр: Нью-Йорк, 1953; 2-е издание — Буэнос-Айрес, 1960.
- מענטשן און װערטן (мэнчн ун вэртн — люди и поступки), Идишер Кемфэр: Нью-Йорк, 1953; 2-е издание — Буэнос-Айрес, 1961.
- בלעטער פֿון אַ טאָגבוך (блэтэр фун а тогбух — странички из дневника), Идишер Кемфэр: Нью-Йорк, 1954; 2-е издание — Буэнос-Айрес, 1962.

### Книги на английском языке
- Jewish Culture and Education in the Diaspora (еврейская культура и образование в диаспоре), Department of Education and Culture, World Zionist Organization: Нью-Йорк, 1951.
- The Inner Eye: selected essays (избранная эссеистика), Jewish Frontier: Нью-Йорк; том 1 — 1953 и 1958, том 2 — 1958, том 3 — 1964.
- Hayim Greenberg’s Anthology (антология Хаима Гринберга), под редакцией Marie Syrkin, Wayne State University: Детройт, 1968.
- Irving Howe & Eliezer Greenberg: Voices From The Yiddish (голоса из идиша: эссе, мемуары и дневники), University of Michigan Press: Ann Arbor, 1972; также Schocken Books: Нью-Йорк, 1975, стр. 148—160: «Саббатай Цви — мессия как апостат».
- American National Biography, под редакцией John A. Garraty & Mark C. Carnes, том 9, стр. 516—518 «Хаим Гринберг», Oxford University Press: Нью-Йорк, 1999.

### Книги на русском языке
- Вернер Зомбарт. Будущность еврейского народа. Перевод с немецкого Х. И. Гринберга. Под редакцией д-ра З. Д. Рабиновича. Со вступительной статьёй д-ра Д. С. Пасманика: «Голос христианина о еврейском вопросе». Издание д-ра З. Д. Рабиновича. Одесса: Типография А. М. Швейцера, 1912.
- Е. В. Членов, М. О. Гершензон, С. К. Гепштейн, Л. Б. Яффе, Х. И. Гринберг. При свете войны (сборник статей). М.: Мерхавья, 1916.
- Ахад-Гаам. Избранные статьи. Пер. с евр. и предисловие Х. И. Гринберга. Петроград: Восток, 1916.
- Артур Руппин. Евреи нашего времени. Авторизованный перевод Х. И. Гринберга. М.: Сафрут, 1917.
- Гринберг Х. И. Еврейская культура и еврейский язык. — Художественно-литературный сборник «Сафрут». Кн. 3. М., 1919.
- Гринберг X. И. Борьба за национальную индивидуальность // Сафрут. Литературно-художественный сборник. Берлин: Изд. С. Д. Зальцман, 1922. — С.59—90.